# Kuressaare
Kuressaare é uma cidade da Estônia, e capital da região de Saare.
A cidade, localizada na baía de Livônia, mede cerca de 15 km² com uma população de aproximadamente 16.000 habitantes.
Kuressaare, que obteve a classificação de cidade em 1563 teve diferentes nomes em sua história. Seu nome germanizado foi "Arensnurg" trocado por Kuressaare em 1917. Durante o período soviético, entre 1952 e 1988 foi chamada de "Kingissepa" em homenagem ao bolchevique Viktor Kingissepp, nascido em Kuressaare.
Huressaare foi o primeiro povoado na Estônia onde se restaurou a autogestão em outubro de 1990. Atualmente, Kuressaare é um povoado seguro e saudável, aberto à cooperação internacional.

## Cidades-irmãs
- Ekenäs, Finlândia desde 21 de novembro de 1988
- Rønne, Dinamarca desde 3 de outubro de 1991
- Mariehamn, Finlândia desde 24 de outubro de 1991
- Skövde, Suécia desde 23 de junho de 1993
- Vammala, Finlândia desde 30 de junho de 1994
- Turku, Finlândia desde 30 de maio de 1996
- Talsi, Letônia desde 27 de maio de 1998
- Kuurne, Bélgica desde 9 de agosto de 1998